# Kırna
Kırna è un comune dell'Azerbaigian situato nel distretto di Culfa.